# Európai Támogatásokat Auditáló Főigazgatóság
Az Európai Támogatásokat Auditáló Főigazgatóság (EUTAF) 2010. július 1-jén jött létre, a Nemzetgazdasági Minisztérium fejezeten belül önállóan működő központi költségvetési szervként. 2023. január 1. óta autonóm államigazgatási szerv, fejezetet irányító szervi jogállással bíró központi költségvetési szerv. A szervezetet főigazgató vezeti, a Főigazgatóság alkalmazottai köztisztviselők. Feladata a jogszabályok által meghatározott európai uniós és más nemzetközi támogatások második szintű ellenőrzése (auditja).
Szakmai tevékenységében az EUTAF független az irányító hatóságoktól, közreműködő szervezetektől, az igazoló hatóságtól, illetve a kedvezményezettektől. A Főigazgatóság a tevékenységének tervezése során, a módszerek kiválasztásában és a program végrehajtásában önállóan jár el, befolyástól mentesen állítja össze a megállapításokat, következtetéseket és javaslatokat tartalmazó jelentéseket, amelyek tartalmáért felelősséggel tartozik.